# نیکلاس آمودیو
نیکلاس آمودیو (انگلیسی: Nicolás Amodio؛ زادهٔ ۱۰ مارس ۱۹۸۳) بازیکن فوتبال اهل اروگوئه است.
از باشگاه‌هایی که در آن بازی کرده‌است می‌توان به باشگاه فوتبال ناپولی، لچه، منتووا، پنیارول، پیاچنزا، و دفنسور اشاره کرد.